# Vaso linfático
Os vasos linfáticos são os canais que transportam a linfa no corpo dos animais que possuem um sistema linfático, rede de vasos linfáticos que fazem parte do sistema imunológico do corpo humano. Ele transporta células que lutam contra infecções, os linfócitos, e também retira as células mortas dos tecidos. Ele fica entre os capilares.
Os vasos linfáticos possuem válvulas em forma de bolso, como as das veias, e elas asseguram o fluxo da linfa numa só direção. Estão ausentes no sistema nervoso central (SNC), na medula óssea, nos músculos esqueléticos (mas não no tecido conjuntivo que os reveste) e em estruturas avasculares.

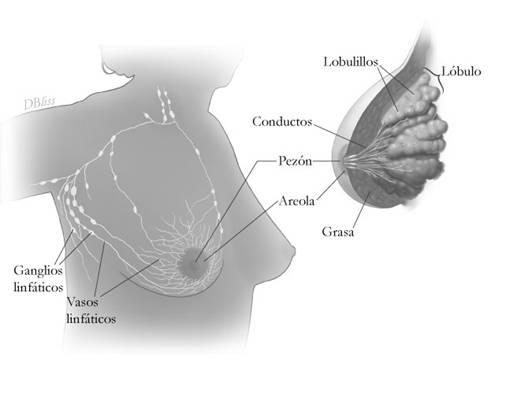
Vasos linfáticos da mama.

Os vasos linfáticos estão presentes em quase todo o corpo, com vasos de paredes finas que possuem muitas válvulas linfáticas. Nos indivíduos vivos, há saliências nos locais de cada válvula, que estão bem próximos, o que deixa os vasos linfáticos com aparência de um colar de contas. Podem ser do tipo superficiais ou profundos. Os superficiais, mais numerosos que as veias no tecido subcutâneo e que se anastomosam livremente, acompanham a drenagem venosa e convergem para ela. Esses vasos finalmente drenam nos vasos linfáticos profundos, que acompanham as artérias e também recebem a drenagem de órgãos internos. É provável que os vasos linfáticos profundos também sejam comprimidos pelas artérias que acompanham, o que leva ao ordenhamento da linfa ao longo desses vasos. Os vasos linfáticos superficiais e profundos atravessam os linfonodos (geralmente vários em conjunto) em seu trajeto no sentido proximal, tornando-se maiores à medida que se fundem com os vasos que drenam em regiões adjacentes. Os grandes vasos linfáticos entram em grandes vasos coletores denominados troncos linfáticos, que se unem para formar o ducto linfático direito ou ducto torácico.

## Estrutura
A estrutura geral de um vaso linfático principal é constituída por três camadas com limites mal definidos. A mais interna é um endotélio de células epiteliais achatadas e uma fina camada de fibras elásticas, depois há uma ou duas camadas de fibras musculares lisas e a camada mais externa é composta por fibras elásticas e de colágeno. O endotélio dos capilares linfáticos é muito fino e possui uma membrana basal descontínua, que permite a filtragem fácil dos fluidos. A camada intermédia do músculo liso que envolve o endotélio dos grandes vasos permite a vasoconstrição e a vasodilatação (alteração do calibre ou do diâmetro do vaso). A camada mais externa ou adventícia é constituída por tecido fibroso. Os vasos linfáticos mais pequenos têm menos camadas. Os capilares linfáticos não possuem uma camada de músculo liso e adventícia fibrosa. Formam uma rede e unem-se a outros capilares formando vasos maiores e adquirindo primeiro a camada adventícia e depois a camada muscular lisa.
A missão dos capilares linfáticos é a drenagem do líquido intersticial, enquanto a dos vasos linfáticos maiores é a condução da linfa para a frente. O sistema começa com canais linfáticos iniciais, que dão origem a capilares linfáticos com extremidades cegas e estes unem-se para formar os vasos linfáticos maiores, que se ligam aos gânglios linfáticos. As válvulas dos vasos maiores surgem paralelamente ás bordas livres dos dois elementos apontando na direção do fluxo linfático; são formados pelo endotélio reforçado por tecido conjuntivo. Atrás da válvula, o vaso é geralmente um pouco alargado, o que confere aos vasos um aspeto característico. As válvulas linfáticas surgem nos vasos em intervalos mais curtos do que as válvulas venosas. 
Ao contrário do sistema cardiovascular, o sistema linfático não é fechado e não possui bomba acionadora central. Apesar da baixa pressão, o movimento da linfa ocorre em alguns pequenos mamíferos devido ao peristaltismo (propulsão da linfa devido à alternância da contracção e relaxamento do músculo liso), mas tal não acontece no homem e deve-se ao fecho das válvulas quando a linfa se desloca para trás, o que impede o seu refluxo, e à compressão durante a contracção dos músculos esqueléticos adjacentes e à pulsação arterial. 
Se o líquido dos tecidos se acumular neles, ocorre um edema. Os capilares linfáticos absorvem este fluido e transportam-no para os vasos maiores. À medida que passa pelos gânglios linfáticos, a linfa passa entre os numerosos leucócitos aí encontrados e é livre de elementos estranhos, por sua vez podem ser detectados antigénios estranhos, o que provocará a produção de anticorpos.

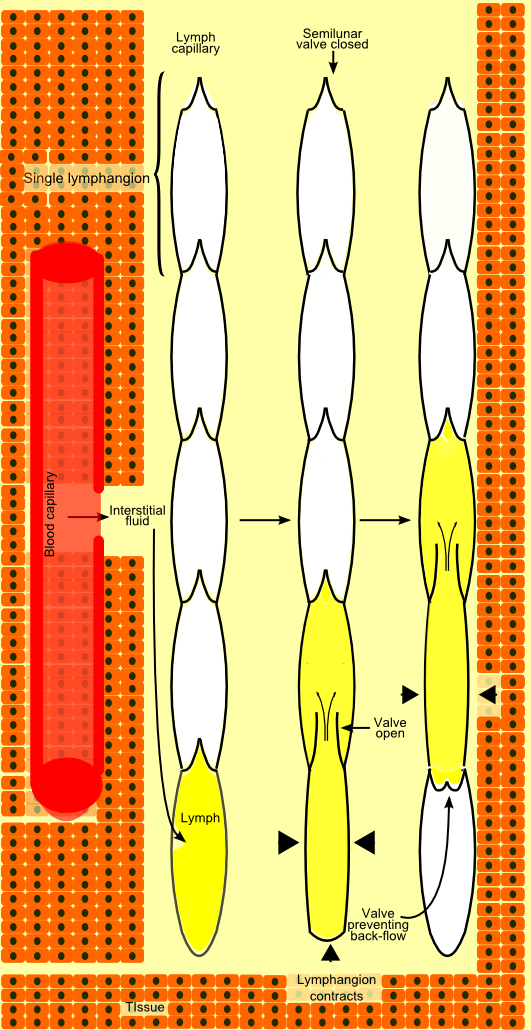
Propulsão da linfa através dos vasos linfáticos.

### Capilares linfáticos
A circulação linfática começa com capilares cegos, formados por finas células endoteliais que se unem em junções semelhantes a botões, que permitem que o fluido passe através deles quando a pressão intersticial é suficientemente elevada. Estas junções semelhantes a botões consistem em filamentos de proteínas como PECAM-1. Nestes pontos existe um sistema que funciona como uma válvula que impede que a linfa absorvida volte para o líquido intersticial, formado por fibras colágenas ligadas às células endoteliais que respondem ao aumento da pressão do líquido intestinal separando as células endoteliais e permitindo a entrada de líquido no vaso. Os capilares linfáticos possuem muitas interligações (anastomosess) entre eles e formam uma rede muito fina, mas em geral são cilíndricos, embora de forma e calibre mais variados do que os capilares sanguíneos.

### Vasos linfáticos
Os vasos linfáticos de maiores dimensões são constituídos pelas três camadas referidas: endotelial, músculo liso e conjuntivo, possuem válvulas e podem ser considerados constituídos por unidades funcionais denominadas linfangions, que são segmentos separados por válvulas semilunares. O comprimento, o raio e a espessura da parede dos gânglios linfáticos determinam a pressão, o fluxo e a eficiência da condução linfática. 

#### Vasos aferentes
Os vasos linfáticos aferentes entram por todas as partes da periferia dos linfonodos, e depois de se ramificarem no seu interior, perdem as camadas externas, excepto a endotelial, e formam um plexo denso na substância da cápsula, abrem-se para os “seios linfáticos” da parte cortical do gânglio. Transportam a linfa inalterada para o gânglio linfático.

#### Vasos eferentes
Os vasos linfáticos eferentes são aqueles que saem dos gânglios a partir dos seios linfáticos na porção medular do gânglio e saem do gânglio pelo hilo, juntamente com as veias no caso de gânglios grandes. Transportam a linfa filtrada para fora do gânglio linfático.
Os vasos linfáticos eferentes também se encontram em associação com o timo e o baço.

### Ductos linfáticos
Os vasos linfáticos convergem e formam vasos cada vez maiores que acabam por formar dois grandes ductos principais: ducto linfático direito e ducto torácico, que drenam a sua linfa para a veia subclávia (no ponto para onde convergem outras veias) . A parede dos ductos linfáticos possui uma túnica média maior que a das veias e uma clara diferenciação em três camadas. A parede do ducto torácico possui mesmo pequenos vasos sanguíneos, como o "vasa vasorum" dos grandes vasos sanguíneos.